# Englerarum hypnosum
Englerarum hypnosum (J.T.Yin, Y.H.Wang & Z.F.Xu) Nauheimer & P.C.Boyce – gatunek rośliny należący do monotypowego rodzaju Englerarum Nauheimer & P.C.Boyce z rodziny obrazkowatych. Występuje w południowo-zachodnim Junnan w Chinach, w Laosie i Tajlandii. Zasiedla wilgotne półki skalne w odsłoniętych obszarach lasów bambusowych występujących na krasach gipsowych, na wysokości 800–970 m n.p.m.
Nazwa naukowa rodzaju honoruje niemieckiego botanika Adolfa Englera. 

## Charakterystyka
PokrójWieloletnie rośliny zielne o wysokości do 100 cm.
PędySpłaszczona i kulistawa lub dużo rzadziej wzniesiona i kłączowata bulwa o wymiarach około 10×13,5 cm. W okresie wegetacyjnym z górnej części bulwy wyrastają liczne stolony, o długości 56–110 cm, na końcach których powstają pojedyncze bulwki potomne.
LiścieRośliny tworzą w każdym sezonie od 3 do 6 liści. Ogonki liściowe okrągłe na przekroju, długości do 104 cm i średnicy do 3 cm, błyszcząco jasnozielone, tworzące od połowy swojej długości błoniastą, trwałą pochwę liściową. Blaszki liściowe trójkątno-strzałkowate, o wymiarach do 82×64 cm, ale zwykle połowy tej wielkości.
KwiatyRazem z liśćmi pojawia się od 2 do 3 kwiatostanów typu kolbiastego pseudancjum, które wyrastają na pędach kwiatostanowych o długości do 90 cm. Pochwa kwiatostanu (spatha) o długości do 28 cm. W dolnej części zwinięta na długości 6,5 cm, wrzecionowata, zielona, mięsista. Powyżej rozwarta, sklepista, podługowato-lancetowata, fioletowo-różowa do jasno różowej, rzadziej jasnoróżowa lub biała, wzniesiona w czasie kwitnienia, potem opadająca do przodu. Kolba siedząca, krótsza od spathy. W dolnej części na długości 1,5 cm pokryta kwiatami żeńskimi, powyżej na odcinku 5,5 cm pokryta prątniczkami, nad którymi znajduje się strefa kwiatów męskich o długości 3,5 cm, przechodząca w biały, stożkowaty wyrostek o długości do 16,5 cm. Zalążnie podługowate, długości 5 mm. Szyjki słupków krótkie, zwieńczone 3-4–klapowanym znamieniem.
OwoceJagody o wielkości 1,5×0,5 cm, zielone, po dojrzeniu szkarłatowe.

## Systematyka
Gatunek należy do monotypowego rodzaju Englerarum z plemienia Pistieae w podrodzinie Aroideae w rodzinie obrazkowatych (Araceae).